# Armstrong Whitworth F.K.10
L'Armstrong Whitworth F.K.10 fu un caccia monoposto quadriplano prodotto in piccola serie dal dipartimento aeronautico dell'azienda britannica Armstrong Whitworth negli anni dieci del XX secolo.
Ordinato dal Royal Flying Corps e dal Royal Naval Air Service, benché adottato durante la prima guerra mondiale non venne mai utilizzato in operazioni belliche. Fu anche uno dei pochi velivoli a velatura quadriplana ad essere avviato alla produzione in serie.

## Sviluppo
L'F.K.10 fu progettato nel 1916 da Frederick Koolhoven, capo progettista della Armstrong Whitworth, come un aereo biposto a motore singolo. Koolhoven decise di utilizzare la nuova (per l'epoca) conformazione a quattro ali già utilizzata dalla Supermarine per alcuni suoi velivoli anti-Zeppelin.
Il primo prototipo, l'F.K.9, fu costruito e testato nell'estate del 1916. Era equipaggiato con un motore Clerget 9Z da 110 Hp (80 kW) e aveva una fusoliera leggera e le ali erano connesse tra loro da travature, similarmente al Sopwith Triplane. Dopo i test di volo eseguiti alla Central Flying School verso la fine del 1916 si optò per eseguire un ordine di 50 esemplari della versione migliorata del F.K.9, cioè l'F.K.10.
La nuova versione del velivolo possedeva una nuova fusoliera, più robusta, e una nuova coda ma mantenne la disposizione delle ali della versione precedente. Comunque l'F.K.10 aveva prestazioni inferiori al Sopwith 1½ Strutter, già in servizio come caccia biposto pertanto furono realizzati solo 5 esemplari per il Royal Flying Corps e tre per il Royal Naval Air Service. Non furono utilizzati comunque per azioni belliche ed il progetto non venne ulteriormente sviluppato.

## Versioni
- F.K.9 Prototipo equipaggiato con un motore Clerget 9Z da 110 hp (80 kW).
- F.K.10 Versione prodotta con una fusoliera e coda riviste, equipaggiato con un rotativo Clerget 9B da 130 CV (97 kW)

## Utilizzatori
Regno Unito
- Royal Naval Air Service
- Royal Flying Corps

## Velivoli comparabili
- Sopwith 1½ Strutter
- Bristol F.2 Fighter
- Wight Quadruplane